# Thường sơn
Thường sơn (danh pháp hai phần: Dichroa febrifuga) là loài cây có hoa thuộc họ Hydrangeaceae.

## Đặc điểm và sử dụng
Thường sơn là cây nhỏ, cao đến 2 m, thân hình trụ, nhẵn, màu tím, hoa xanh tím hay hồng, quả mọng màu xanh.
Thường sơn là cây làm thuốc trong Đông y. Nó được dùng để chữa bệnh sốt rét.

## Hình ảnh

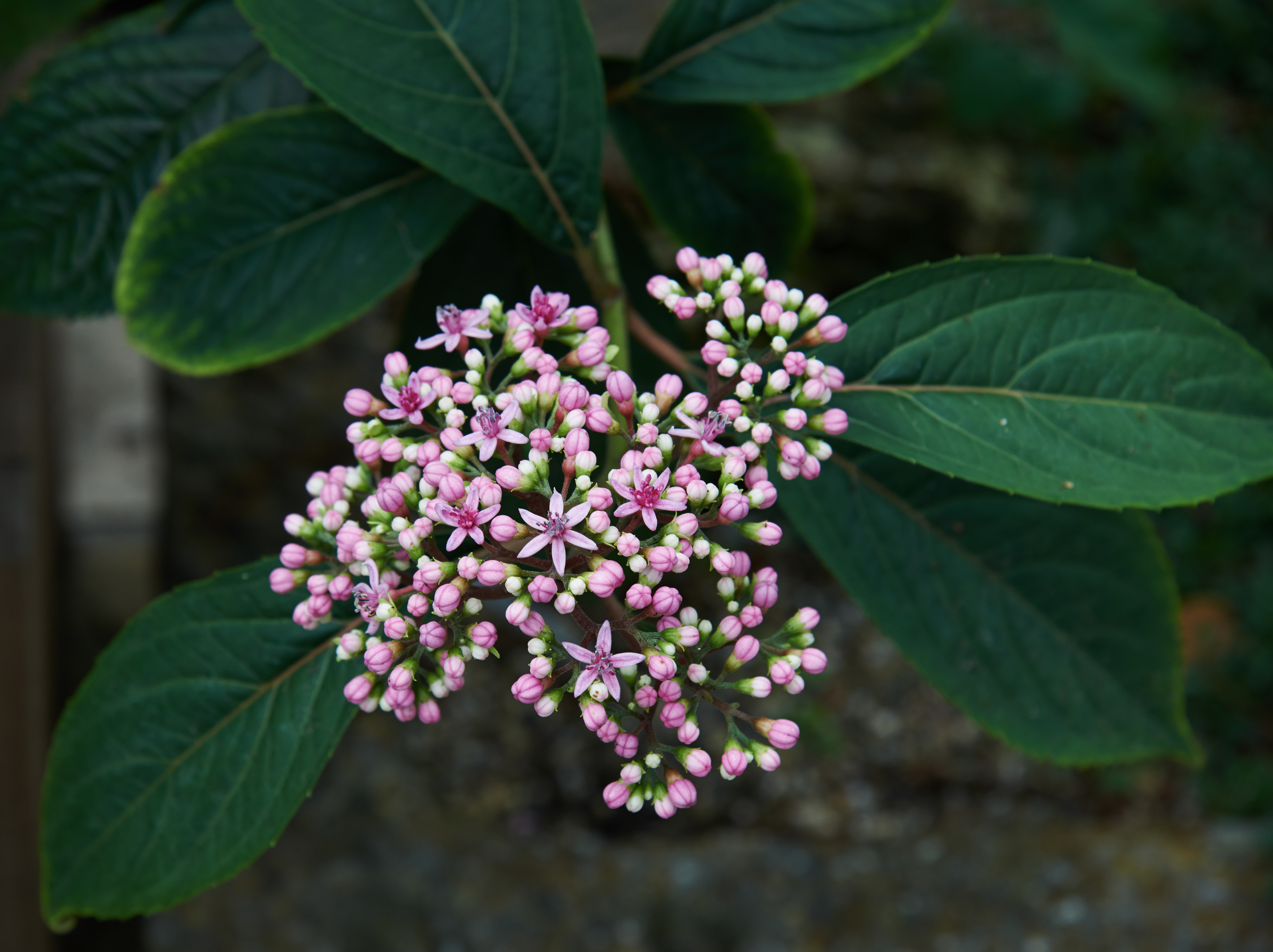
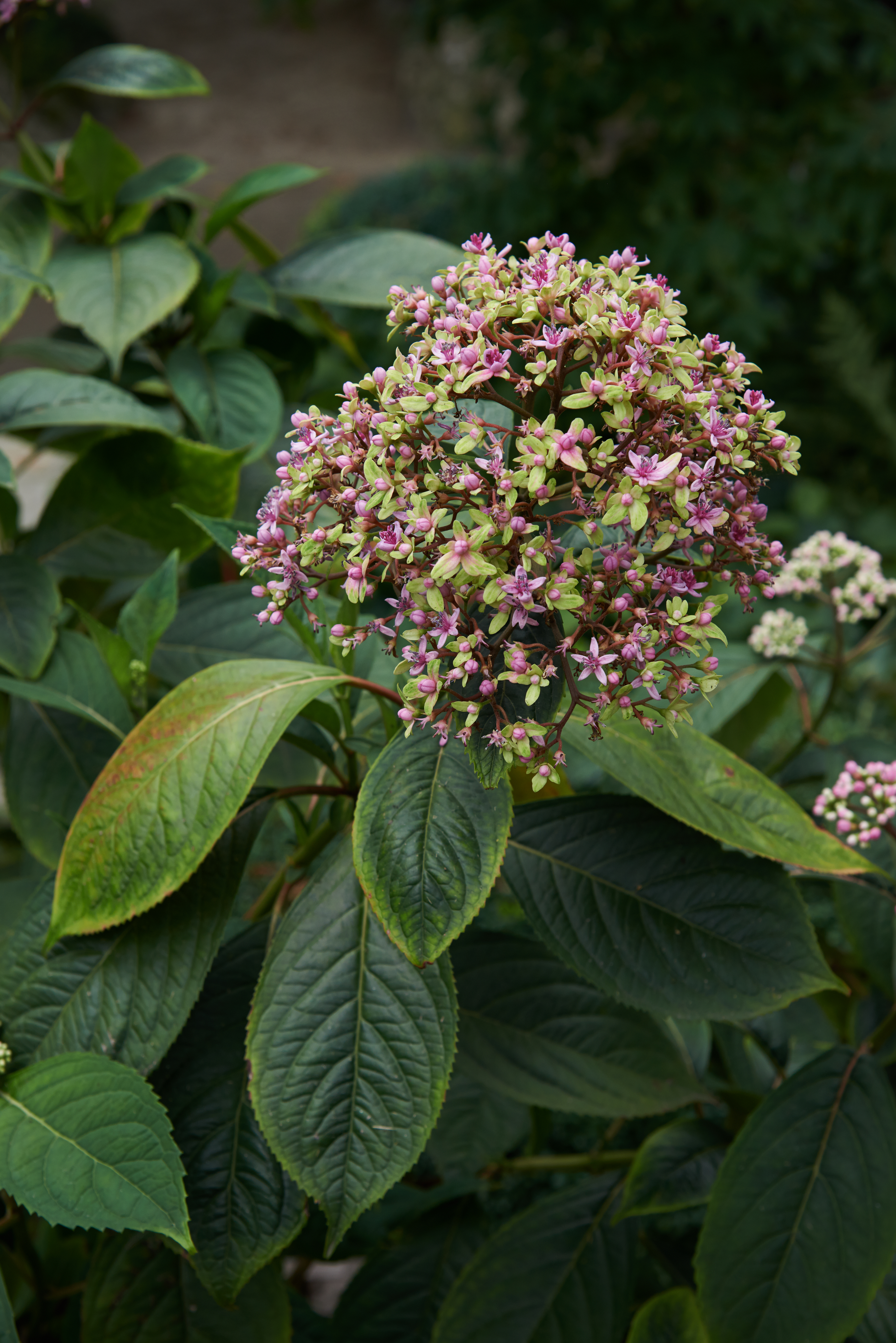
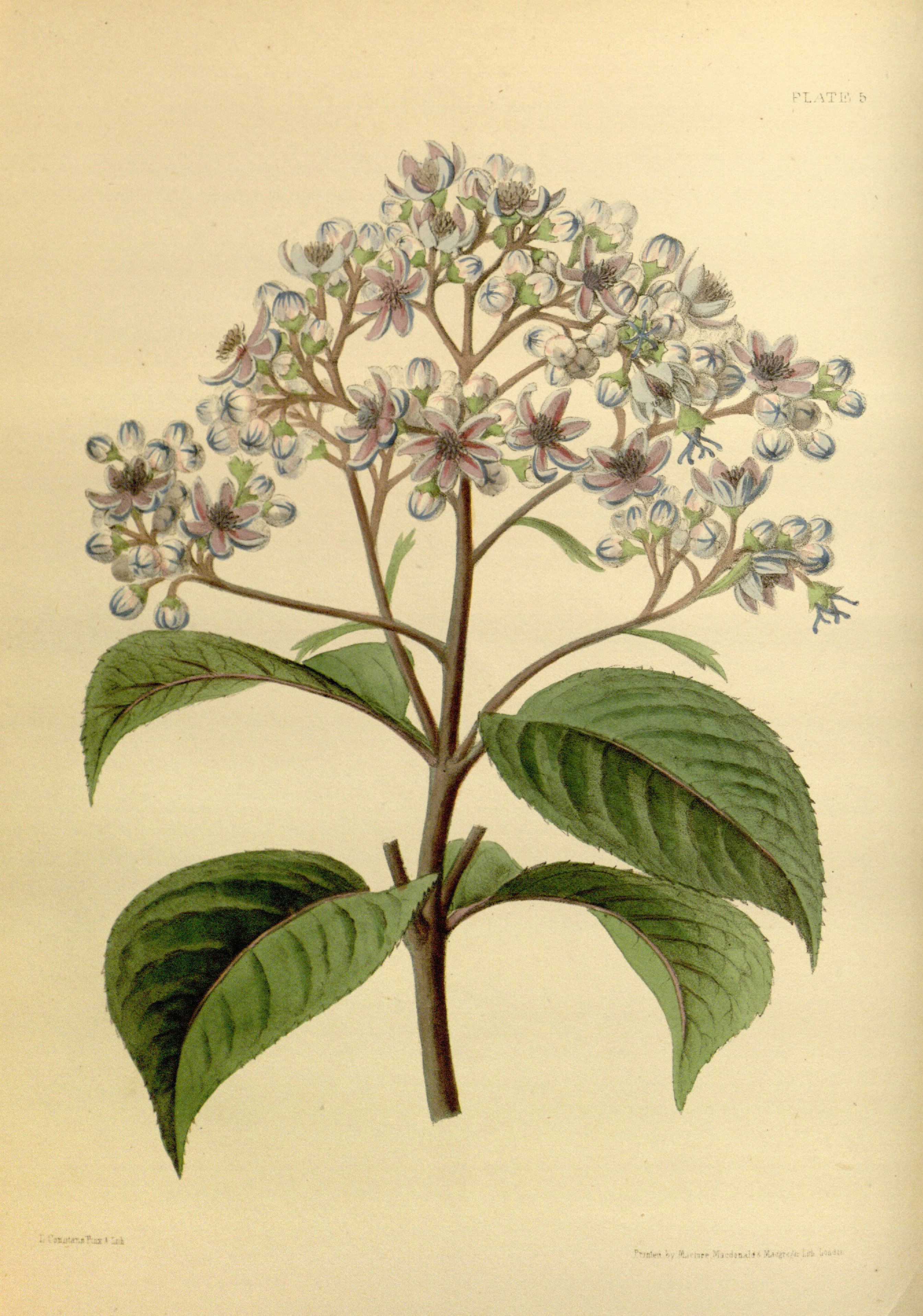